# Stegodontidae
De stegodonten (Stegodontidae) vormen een familie van uitgestorven slurfdieren uit de orde Proboscidea. Stegodonten leefden in grote delen van Azië gedurende het Plioceen en Pleistoceen. De voornaamste verschillen met de familie der Elephantidae, waar de nu nog levende Afrikaanse en Indische olifanten en ook de uitgestorven mammoeten toe behoren, zijn te zien aan de kiezen. De kiezen van Stegodontidae bestaan uit een serie van dakvormig richels (Grieks 'stegos' = dak), terwijl in olifanten de afzonderlijke richels uitgroeien tot lamellen. Daarnaast was het skelet van een stegodont veel robuuster en gedrongener dan bij de Elephantidae het geval is. Evenals de Elephantidae beschikten de stegodonten over een paar grote slagtanden en een slurf.

## Taxonomie
De familie Stegodontidae bestaat uit twee geslachten:
- Familie Stegodontidae (Osborn, 1918)
  - Geslacht Stegolophodon (Schlesinger, 1917)
  - Geslacht Stegodon (Falconer, 1857)

## Verwantschap
Vroeger werden de stegodonten beschouwd als voorouders van de Elephantidae, maar tegenwoordig is bekend dat zij een doodlopende tak vormen. De stegodonten stammen af van het geslacht Stegolophodon, een uitgestorven groep bekend uit het Mioceen dat net als de stegodonten uitsluitend uit Azië bekend is, terwijl de oorsprong van de olifanten in Afrika ligt. De tot nu toe gevonden jongste Stegodonresten, met een ouderdom van 12.000 jaar, zijn gevonden op het Indonesische eiland Flores. De tot nu toe bekende fossiele Stegodon-soorten met hun vindplaatsen zijn: Stegodon elephantoides (Myanmar, Java); Stegodon ganesha (India, Pakistan); Stegodon insignis (Pakistan); Stegodon orientalis (China, Japan); Stegodon zdanski (China); Stegodon aurorae (Japan); Stegodon trigonocephalus (Java); Stegodon sompoensis (Celebes); Stegodon florensis (het Indonesische eiland Flores); Stegodon sondaari (het Indonesische eiland Flores).

## Verdwerging op eilanden
Stegodonten moeten net als olifanten uitstekende zwemmers zijn geweest, aangezien hun fossielen zijn aangetroffen op eilanden, die zelfs gedurende periodes van lage zeespiegels (gedurende de ijstijden) niet met landbruggen verbonden waren met het vasteland van Azië (de eilanden Celebes, Flores, Timor, Soemba in Indonesië, Luzon en Mindanao in de Filipijnen en in Taiwan en Japan). Een algemene evolutionaire trend van grote zoogdieren op eilanden is het kleiner worden of verdwergen. Terwijl de stegodonten van het vasteland vergelijkbaar waren in afmeting met de nu nog levende olifanten, waren de stegodonten op eilanden veel kleiner van postuur. De kleinst tot nu toe bekende soort, Stegodon sondaari, die bekend is van 900.000 jaar oude afzettingen op het Indonesische eiland Flores, had een geschat lichaamsgewicht vergelijkbaar met dat van een waterbuffel. Recentelijk zijn 95.000 tot 12.000 jaar oude stegodontresten gevonden in een grot eveneens op het eiland Flores. Deze Stegodon florensis insularis leefde tegelijkertijd met de in 2003 ontdekte mensensoort, de Floresmens (Homo floresiensis).